# Campionati europei di dressage 1997
I Campionati europei di dressage 1997 si sono svolti a Verden, in Germania. 

## Podi
| Evento           | Oro           | Argento           | Bronzo        |
| Gara individuale | Isabell Werth | Anky van Grunsven | Karin Rehbein |
| Gara a squadre   | Germania      | Paesi Bassi       | Svezia        |

## Medagliere
| Posiz. | Nazione     | Oro | Argento | Bronzo | Totale |
| ------ | ----------- | --- | ------- | ------ | ------ |
| 1      | Germania    | 2   | 0       | 1      | 3      |
| 2      | Paesi Bassi | 0   | 2       | 0      | 2      |
| 3      | Svezia      | 0   | 0       | 1      | 1      |
| Totale | Totale      | 2   | 2       | 2      | 6      |